# Arthur Ball
Joseph Arthur Ball (* 16. August 1894 in Cambridge, Massachusetts; † 27. August 1951 in Los Angeles County, Kalifornien) war ein US-amerikanischer Kameramann und Pionier des Farbfilms, der bei der Oscarverleihung 1939 einen Ehrenoscar „für seine Verdienste um den Farbfilm“ erhielt.

## Biografie
Ball war 1924 Kameramann bei dem in Technicolor gedrehten Film Wanderer of the Wasteland von Irvin Willat und beschäftigte sich anschließend verstärkt mit der Entwicklung und Verbesserung von Farbfilmen. 1926 gehörte er bei dem in Zwei-Farben-Technicolor gedrehten Film Der Seeräuber ebenfalls zur Filmcrew und war für das Technicolorverfahren zuständig.
Am 4. Mai 1927 gehörte Ball zu den 36 Gründungsmitgliedern der Academy of Motion Picture Arts and Sciences (AMPAS), die seit 1929 jährlich den Oscar vergibt.
Ball, der an einer Kohlenstoffmonoxidvergiftung starb, erhielt 1939 für seine zahlreichen Patente, die zur Verbesserung der Farbfilmqualität und -verfahren beitrugen, einen Ehrenoscar.